# Мамедов, Муслим Раджаб оглы
Муслим Раджаб оглы Мамедов — советский хозяйственный, государственный и политический деятель.

## Биография
Родился в 1931 году. Член КПСС с 1957 года.
С 1959 года — на хозяйственной, общественной и политической работе. В 1949—1988 гг. — пионервожатый, педагог в школе, инспектор Астрахан-Базарского РОНО, в органах государственной безопасности, лектор, руководитель лекторской группы, аспирант Академии общественных наук, инспектор ЦК КП Азербайджана, первый секретарь Насиминского РК КП Азербайджана города Баку, старший преподаватель, доцент, заместитель заведующего кафедрой истории партии в Азербайджанском Институте Нефти и Химии имени Мешади Азизбекова, с 1988 года — министр народного образования Азербайджанской ССР.
С 1989 по 1991 год — gервый секретарь Бакинского горкома КП Азербайджана.
Избирался депутатом Верховного Совета Азербайджанской ССР 9-го созыва, в 1989 году — народным депутатом СССР, членом Верховного Совета СССР.
Умер в Баку в 1997 году.
Был женат (супруга Анисимова Елизавета Степановна), двое сыновей (Рауф и Раджаб)